# 1697 w literaturze
Wydarzenia literackie w 1697 roku.

## Urodzili się
- 1 kwietnia – Antoine Prévost, francuski pisarz i nowelista (zm. 1763)

## Zmarli
- Ebba Maria De la Gardie, szwedzka poetka